# (1023) Thomana
Thomana - formalment (1023) Thomana, ja que és l'asteroide número 1023- és un asteroide del cinturó d'asteroides descobert per l'astrònom Karl Wilhelm Reinmuth des de l'observatori de Heidelberg (Alemanya), el 25 de juny de 1924. La seva designació provisional fou 1924 RU. Deu el seu nom al cor de nens de l'església de Sankt Thomas de Leipzig.